# Río Cusiana
El Río Cusiana es un río Colombiano que nace en la cordillera Oriental de los Andes en el páramo de la Sarna en Boyacá y desemboca en el Río Meta en Casanare.
La cuenca tiene una extensión aproximada de 506.254 Ha, mientras que la corriente principal discurre por 271 km, desde los 3.800 m.s.n.m. hasta los 150 m.s.n.m.

## Curso
El majestuoso río Cusiana pasa por los límites de los municipios de: Aquitania, Sogamoso y Pajarito en Boyacá; Recetor, Tauramena, Aguazul y Maní en Casanare.